# Austroargiolestes elke
Austroargiolestes elke är en trollsländeart som beskrevs av Günther Theischinger och O'far 1986. Austroargiolestes elke ingår i släktet Austroargiolestes och familjen Megapodagrionidae. Inga underarter finns listade i Catalogue of Life.